# Koen van Heest
Koen Sebastiaan van Heest (Haarlem, 15 juni 1998) is een Nederlands muzikant, youtuber en ondernemer. Hij bracht onder andere het nummer Geen Cartier uit, dat binnen een week een miljoen streams behaalde op Spotify en piekte op een dertiende plaats in de Single Top 100. Ook ontwikkelde hij de game Kaasje, die wekenlang de piekpositie van de App Store innam en in de top 2 staat van populairste gratis iPhone- en iPad-games van 2020 in Nederland.

## Persoonlijk
Koen van Heest groeide op in Haarlem. Hij bezocht in Haarlem het Eerste Christelijk Lyceum. Van Heest behaalde in 2020 zijn bachelor Bedrijfskunde aan de Erasmus Universiteit Rotterdam. Van Heest begon met YouTube in 2012 op 14-jarige leeftijd met een YouTube-kanaal genaamd DoNotPressNL, gericht op het maken van Call of Duty- en FIFA-video's. Op de middelbare school nam hij deel aan een Willem Wever-uitzending.
Van Heest is onderdeel van het YouTube-voetbalteam Creators FC.
Van Heest heeft een relatie met zangeres Roxy Dekker.

## Carrière
Vóór 2020 produceerde Van Heest diverse singles met zijn vriendengroep Bankzitters, waaronder Niks, Eenzaam, Zuipen Tot We Kruipen en Stapelgek verantwoordelijk voor miljoenen weergaven op YouTube.
Met zijn single Geen Cartier, uitgebracht in juli 2020, bereikte Van Heest binnen een week een miljoen weergaven op YouTube, een miljoen streams op Spotify en kwam binnen in diverse hitlijsten, waaronder de Single Top 100. In april 2021 bracht hij een nieuwe single uit, Ik Draai, samen met Yes-R.
Van Heest deed ook mee aan het 5de seizoen van Legends of Gaming NL, maar moest de wedstrijd weer meteen verlaten. Nadien deed hij opnieuw mee aan het 6de seizoen als 1 van beginnende spelers. Hij moest de wedstrijd verlaten en pakte de 12de plek.

## Social media
Tot 2020 maakte Van Heest YouTube-video's onder de naam DNPNL (voorheen DoNotPressNL). Zijn video's varieerden van gamevideo's tot sketches met de Bankzitters. Met de Bankzitters trok Van Heest in 2017 naar het theaterpodium voor hun show ‘Bankzitters on Fire’. Daarnaast was hij samen met twee andere leden van de Bankzitters, Raoul de Graaf en Robbie van de Graaf, special guest bij het FOX Sports & Eredivisie VoetbalFestival. Als onderdeel van de Bankzitters won Van Heest in 2019 de VEED Award voor beste nieuwkomer.
Van Heest ging medio 2020 verder onder zijn eigen naam Koen. Hier houdt hij zich voornamelijk bezig met sketchvideo’s en samenwerkingen met andere Bankzitters en artiesten als Yes-R. In augustus 2020 begon Van Heest met een tweede YouTube-kanaal, Koen2, voor zijn game-gerelateerde video’s.
Sinds januari 2017 is hij CEO van IkWilTegoed, een website voor online tegoedbonnen en abonnementen. In 2020 ontwikkelde hij de mobiele game Kaasje, die wekenlang op nummer één stond in de App Store en Google Play Store. In december 2020 speelde Van Heest een rol in de VPRO & NPO 3-serie Edelfigurant. In 2024 speelde Van Heest een niet-sprekende rol in de viertiende editie van The Passion.

## Discografie
| Titel                 | Album/single | Aantal nummers | Bijdragen/productie                      | Verschijnings- datum | Duur |
| --------------------- | ------------ | -------------- | ---------------------------------------- | -------------------- | ---- |
| Matthy Disstrack      | Single       | 1              | Russo                                    | 30 aug 2017          | 2:47 |
| NIKS                  | Single       | 1              | Bankzitters                              | 21 aug 2019          | 2:29 |
| Eenzaam               | Single       | 1              | Bankzitters, Mick Spek                   | 6 dec 2019           | 2:41 |
| Zuipen Tot We Kruipen | Single       | 1              | Bankzitters, Mick Spek                   | 31 jan 2020          | 2:47 |
| Geen Cartier          | Single       | 1              | Russo                                    | 25 jul 2020          | 2:06 |
| Stapelgek             | Single       | 1              | Bankzitters, Russo                       | 29 jan 2021          | 3:06 |
| Ik Draai              | Single       | 1              | Yes-R                                    | 16 apr 2021          | 2:27 |
| Baldadig              | Single       | 1              | Matthyas het Lam, Milo ter Reegen, Russo | 1 okt 2021           | 2:51 |
| Je Blik Richting Mij  | Single       | 1              | Bankzitters, Russo                       | 11 feb 2022          | 2:25 |
| Is Dat Nou Echt?      | Single       | 1              | Bankzitters, Russo                       | 15 jul 2022          | 2:28 |
| Werelds               | EP           | 3              | Bankzitters, Russo                       | 20 jan 2023          | 7:25 |
| Offline Beschikbaar   | Single       | 1              | Bankzitters, Russo                       | 7 jul 2023           | 2:27 |
| Gek Op Jou            | Single       | 1              | Yes-R, Russo                             | 27 jul 2023          | 2:41 |
| Beachclub             | Single       | 1              | Matthyas het Lam, Russo                  | 4 aug 2023           | 2:02 |
| Cupido                | Single       | 1              | Bankzitters, Paul Sinha                  | 17 nov 2023          | 2:23 |
| Slaaptekort           | Single       | 1              | Bankzitters, Project Money               | 5 jan 2024           | 2:37 |
| Entourage             | Single       | 1              | Bankzitters, Julian Vahle                | 15 mrt 2024          | 2:09 |
| Huisfeestje           | Single       | 1              | Bankzitters, Roxy Dekker, Julian Vahle   | 7 jun 2024           | 2:29 |
| Bro Code              | Signle       | 1              | Bankzitters, Julian vahle                | 25 Okt 2024          | 2:11 |
| 5 Sterren             | EP           | 4              | Bankzitters, Julian vahle, Grégor Kwak   | 15 Nov 2024          | 8:36 |